# Одзала-Кокуа (національний парк)
Національний парк Одзала-Кокуа (або Національний парк Одзала ) — національний парк на півночі Республіки Конго.  Територія парку вперше почала охоронятися у 1935 році, оголошений біосферним заповідником у 1977 році, а офіційно визнана парком у 2001 році. Парк Одзала-Кокуа налічує понад 100 видів ссавців і одну з найрізноманітніших популяцій приматів на континенті. У 2010 році некомерційна природоохоронна організація African Parks почала керувати парком у співпраці з Міністерством лісового господарства, сталого розвитку та навколишнього середовища Республіки Конго.

## Опис

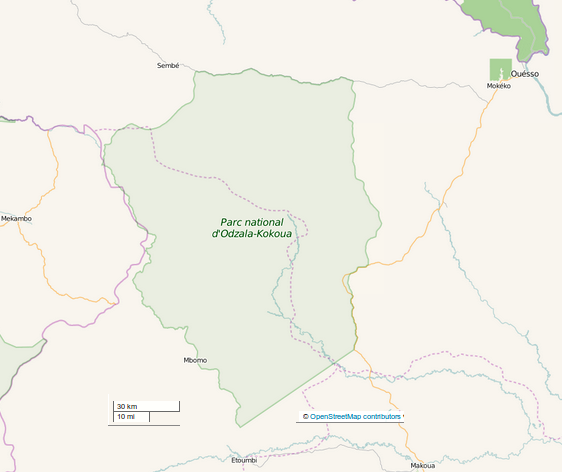
Карта із зображенням меж парку

Національний парк і біосферний заповідник Одзала-Кокуа займає 13 500 км2   незайманий тропічних лісів Республіки Конго.   У парку збереглися старовікові тропічні праліси та мінливий рельєф, починаючи від високих 350-метрових пагорбів до густих джунглів і численних галявин. Одзала-Кокуа має екосистеми сухих лісів, саван і тропічних лісів.  Парком керує African Parks у партнерстві з урядом Конго. 

## Історія та туризм
Одзала-Кокуа — один із найстаріших національних парків Африки, вперше отримав природоохоронний статус в 1935 році.  У 1977 році парк був оголошений біосферним заповідником, а з 1992 року він управляється за фінансової підтримки від програми «Збереження та раціональне використання лісових екосистем у Центральній Африці» (ECOFAC), спонсорованої Європейським Союзом програми, яка встановлює основу для збереження тропічних лісів у регіоні.  Зусилля щодо збереження були обмежені під час громадянської війни в Республіці Конго (1997–99). Під час спалаху лихоманки Ебола Одзала-Кокуа був занедбаний протягом багатьох років і страждав від масового браконьєрства. До недавнього часу туризм був обмеженим , лише 50 туристів відвідали Одзала-Кокуа в 2011 році .
Африканські парки почали управляти парком у 2010 році  в рамках 25-річної угоди з Міністерством лісового господарства та сталого розвитку Республіки Конго. У 2013 році Африканські парки, Служба охорони рибних ресурсів і дикої природи Сполучених Штатів, Товариство охорони дикої природи (WCS) і Всесвітній фонд природи уклали п’ятирічний договір на 10 мільйонів доларів США про співпрацю та роботу по збереженню Одзала-Кокуа та річки Сангха і її екосистеми. WCS підтримує урядове управління та збереження Одзала-Кокуа та інших національних парків з початку 1990-х років. У 2013 році Африканські парки ініціювали першу програму амністії щодо вогнепальної зброї в Конго, пропонуючи браконьєрам посади доглядачів парку в обмін на зброю та розвідувальні дані.
За даними CNN, на початку 2014 року Одзала-Кокуа патрулювали 76 охоронців.  У 2014 році двох собак малінуа навчили виявляти слонову кістку та м’ясо тварин, щоб зменшити браконьєрство. Незважаючи на статус національного парку, який захищає від видобутку корисних копалин, у 2016 році Mongabay повідомив, що деякі дозволи на видобуток корисних копалин, видані урядом, дозволяли видобувати корисні копалини в деяких частинах Одзала-Кокуа. 
Одзала-Кокуа відкрився для туристичних відвідувань у серпні 2012 року. Wilderness Safaris інвестувала кошти в парк, покращивши тиристичну інфраструктуру, побудувавши два розкішні будиночки та забезпечивши додаткове навчання гідів і рейнджерів. Лоджам знадобилося шість років, щоб повністю запрацювати.  

## Флора і фауна
Одзала-Кокуа містить приблизно 4500 видів рослин і дерев. Переважну більшість лісів парку складають відкриті марантові. 

### ссавці

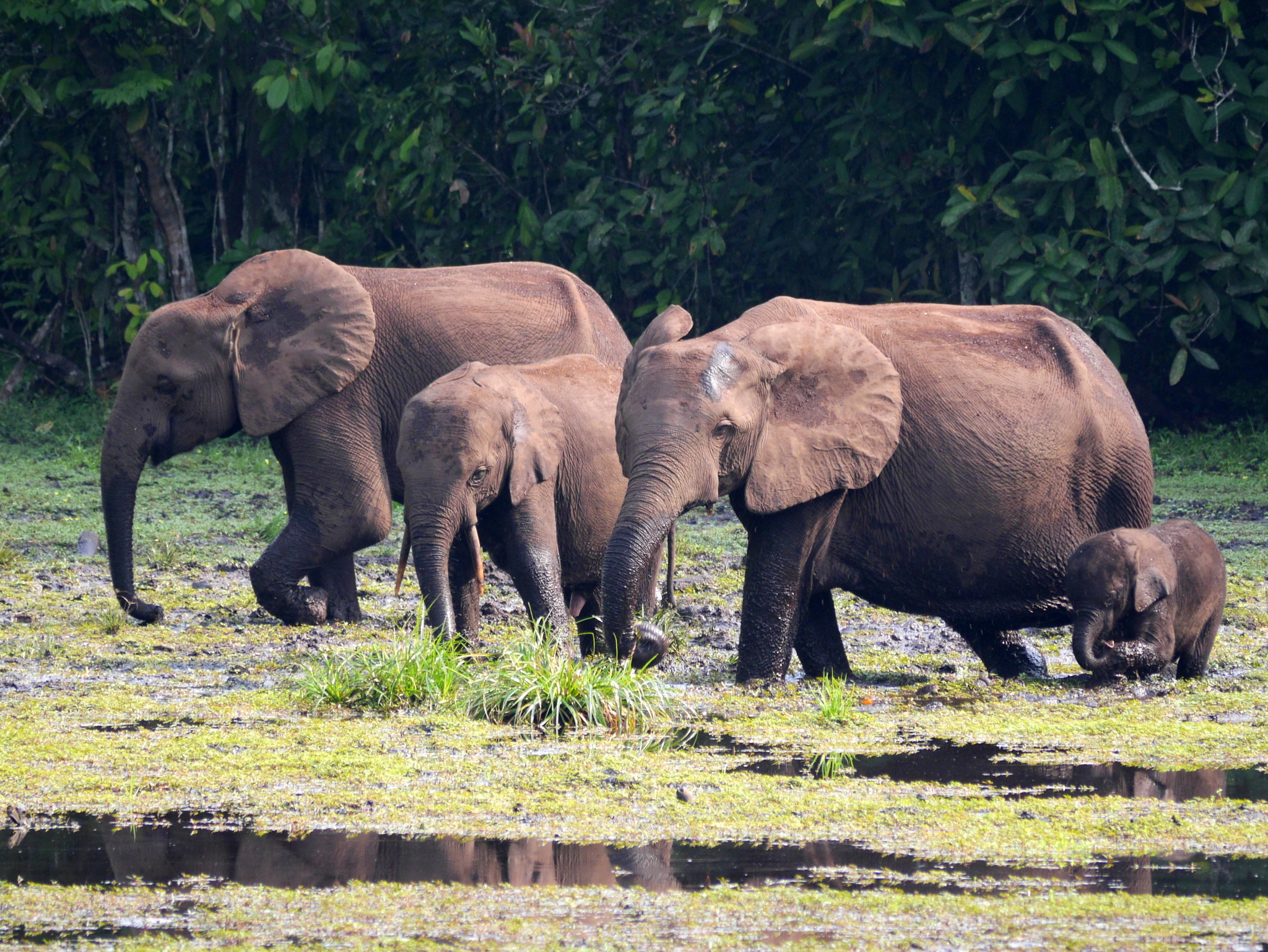
Група з чотирьох африканських лісових слонів у національному парку

Парк нараховує близько 100 видів ссавців   і одну з найрізноманітніших популяцій приматів на континенті. Колись Одзала-Кокуа був домом для майже 20 000 горил. Проте протягом 2002–2005 років серія спалахів вірусу Ебола вбила 70–95% населення горил парку.    У 2005 році Ебола вбила приблизно 5000 горил на площі 1 042 миля2 (2 700 км2), за даними Служби охорони рибних ресурсів і дикої природи США. З того часу кількість горил в Одзала-Кокуа зросла завдяки зусиллям природоохоронних організацій і принаймні однієї туристичної компанії щодо збереження та відновлення парку. 
Дослідження денних приматів, проведене в середині 1990-х років, показало значну популяцію мавп у лісовому регіоні Республіки Конго. Помічені види включали західну низинну горилу та центрального шимпанзе, а також вісім мавп : ангольського талапоіна, чорного чубатого мангбея, чубату мону, мавпу Де Браззи, велику плямисту мавпу, мантійну гверецію, вусатого гвенона і мангабей річки Тана. Кількість гнізд горил була найбільшою у відкритому лісі Marantaceae парку; Гнізда шимпанзе були найбільш численними в первинних і марантових лісах із закритим пологом. Усі види мавп були знайдені в найгустіших районах лісу, але лише чотири були присутні в лісі terra firma. Одзала-Кокуа мав найвищу щільність західної низинної горили та шимпанзе в Центральній Африці, зареєстровану на сьогоднішній день.  Вважається, що цьому успіху сприяла висока продуктивність лісів і зменшення браконьєрства.
Результати дослідження, проведеного на галявинах у північній частині парку, опубліковані в 1998 році, показали наявність тринадцяти великих ссавців, найчастішими з яких були бонго, буйвол, африканський слон, лісова свиня, гігантська лісова свиня, горила і ситатунга. Серед інших зареєстрованих видів ссавців — африканська циветта , африканський лісовий слон, чорно-білий колобус і звичайний шимпанзе.  Дослідження популяції африканських лісових слонів Одзала-Кокуа дали оцінки приблизно 18 200 і 13 500 у 2000 і 2005 роках відповідно.  Станом на 2014 рік було приблизно 9600 слонів 
За повідомленнями, у 2007 році в савані парку було багато плямистих гієн  У 2013 році лев був визнаний локально вимерлим, оскільки вид не був зареєстрований протягом п'ятнадцяти років.  Результати опитування, опубліковані в 2014 році, показали відсутність левів, але принаймні 46 гієн були зареєстровані в саванній екосистемі парку. Також були зареєстровані африканська золота кішка, леопард і сервал. Вважається, що зменшення популяції левів і плямистих гієн спричинене надмірною експлуатацією довкілля. Види антилоп включають лугового дуйкера, чорнолобого дуйкера, дуйкера Петерса та білочеревного дуйкера.
Кілька авторів відзначали важливість лісових галявин для популяції ссавців парку. 

### Птахи
У парку зареєстровано близько 440 видів птахів.   Види включають африканського орла-риболова, нікорника біловусого, дерихвоста степового, східну зозулю, лісову малинівку, , великого бекаса, зеленого голуба, сірого папугу, сіроголового широкодзьоба, степового боривітра, Сова-рибалка Пела,  строкатого рибалочку,  рудоголового кромбека, червоногорлу ластівку, угандійську лісову очеретянку та жовтошапочного ткача.  Також присутні чаплі, птахи-носороги та рибалочки   , чапля-голіаф, чорний карликового колао та гігантського рибалочку.

### Рептилії, амфібії, риби та комахи

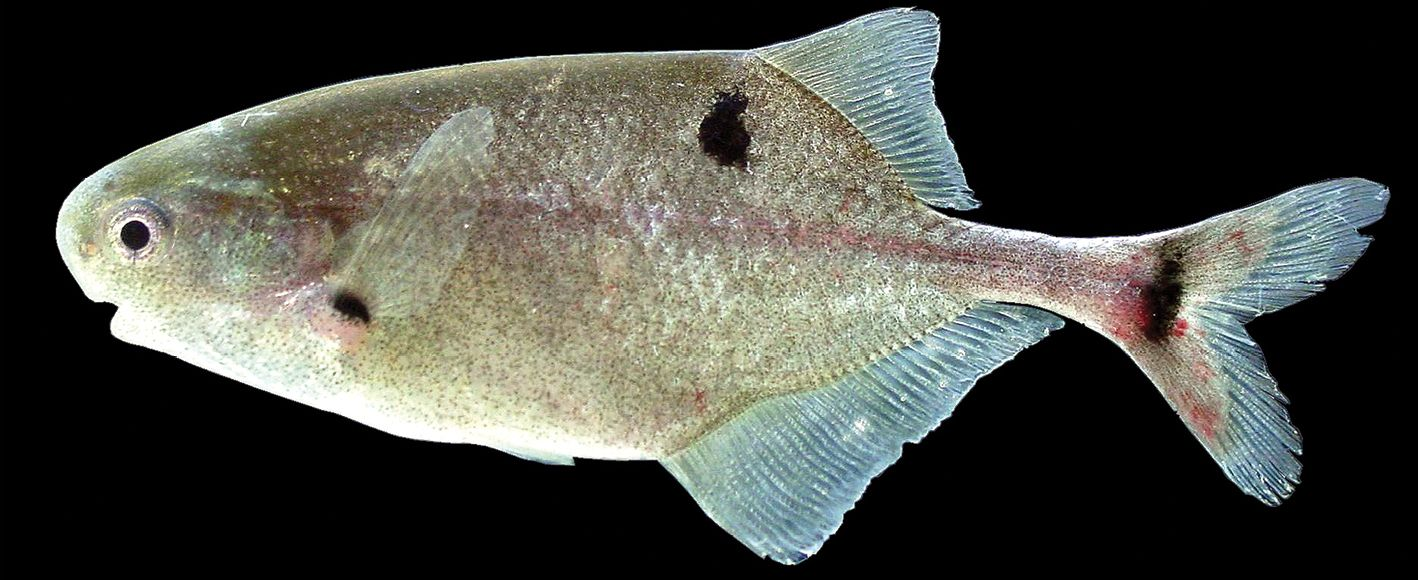
Паратип Petrocephalus arnegardi з Національного парку Одзала-Кокуа, 2014 р

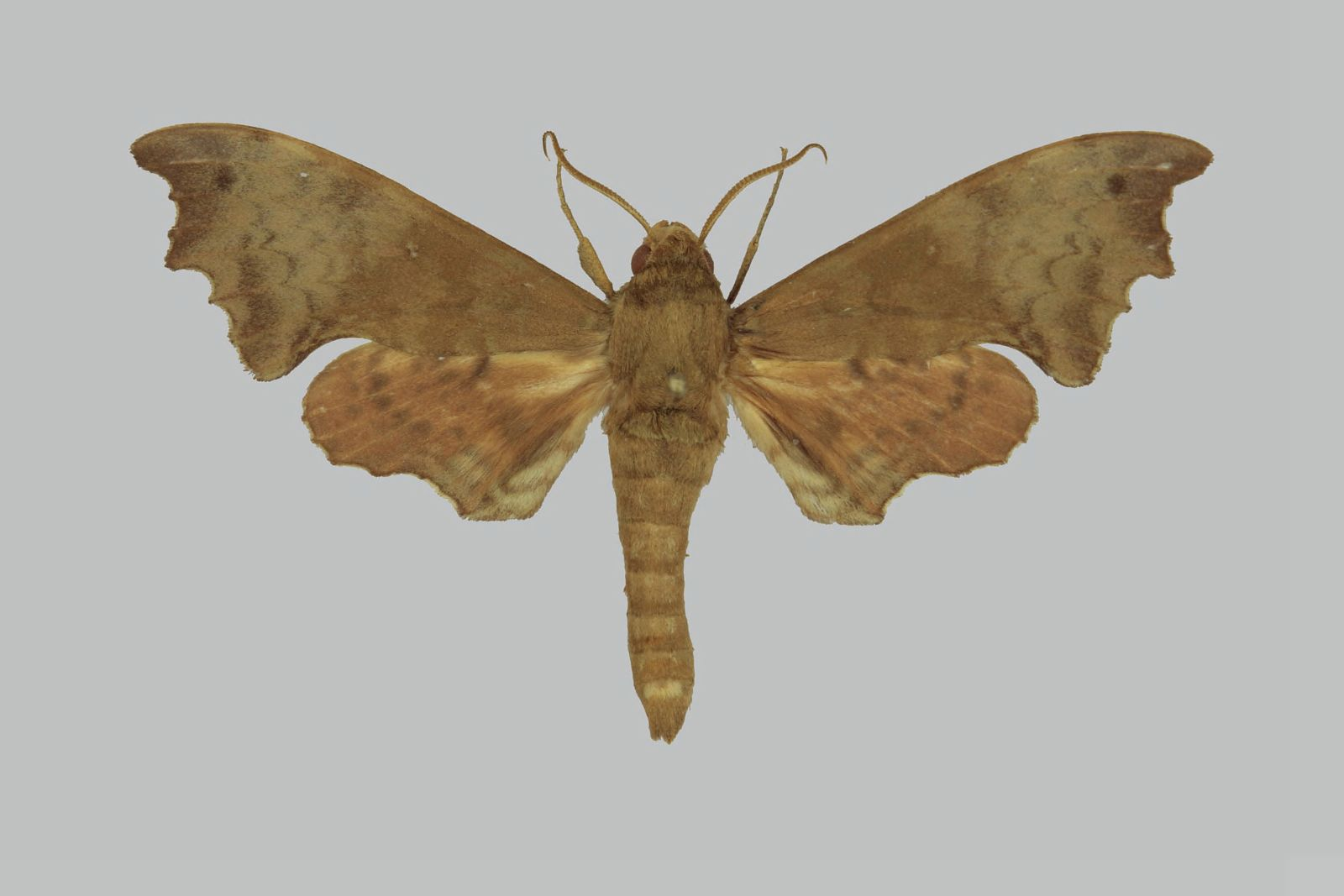
Чоловічий екземпляр молі виду Grillotius bergeri з парку

В Одзала-Кокуа живуть крокодили, ящірки, жаби.   Дослідження, опубліковане в Zootaxa в 2010 році, повідомило про наявність одинадцяти видів Petrocephalus. На території парку зареєстрований вид дистиходонтових риб Hemigrammocharax rubensteini, описаний у 2013 році. Одзала-Кокуа є домом для різноманітних видів комах, зокрема мурах, бджіл, метеликів і термітів. 